# Pere Gol i Teixidor
Pere Gol i Teixidor   (Badalona, 24 de març de 1905 - Badalona, 15 de juliol de 2000) fou un jugador, entrenador i promotor esportiu català. Dos dels seus fills, en Guifré Gol i na Maria Gol també van fer carrera esportiva.

## Biografia
Nascut a Badalona va començar a treballar als onze anys en una fleca familiar, alhora que practicava l'atletisme en l'Ateneu Obrer. Va destacar en la pràctica de l'atletisme, el futbol i el basquetbol.
Pel que fa al futbol, el 1924 fitxà per la secció de futbol del Club de Futbol Badalona, però una lesió en 1929 l'obligà a deixar aquest esport. En els anys trenta hi tornà com a tècnic i el 1936 aconseguí que l'equip assolís el quart lloc a Segona divisió espanyola de futbol, la major fita esportiva assolida pel club. El 1947 tornà a entrenar el club en Segona Divisió, restant-hi cinc temporades.
Va ser un dels jugadors del primer equip de bàsquet que es va celebrar a Badalona. Va ser un dels fundadors, el 1926, de la Societat Gimnàstica de Badalona, i va ser el creador el 1937 del primer equip de bàsquet femení de Badalona. L'any 1979 funda el club de bàsquet femení «Grup Gamma» a la ciutat de Badalona, juntament amb Josep Torras i Josep Maria Pi.
El 2000 va rebre la Creu de Sant Jordi.